# Simon Bamberger
Simon Bamberger (Darmstadt-Eberstadt, 27 febbraio 1846 – Salt Lake City, 6 ottobre 1926) è stato un politico tedesco naturalizzato statunitense che ricoprì la carica di governatore dello Utah.

## Biografia
Nato nel 1846 a Darmstadt-Eberstadt, nel Granducato d'Assia, Bamberger emigrò negli USA quando aveva quattordici anni. Visse nell'Indiana fino al termine della guerra civile americana. Pochi anni dopo lavorò come albergatore nello Utah. Nel 1881 sposò Ida Maas e divenne padre di quattro figli. Bamberger fu il quarto governatore dello Utah, carica che ricoprì dal 1917 al 1921 il primo ebreo a divenire tale e il primo di orientamento democratico. Bamberger fu un riformista: sotto la sua guida, lo Utah divenne leader nella regolamentazione dei titoli azionari. Firmò anche una legge che garantiva il diritto di organizzare i sindacati nello Utah. Le riforme di Bamberger nello Utah precedettero il New Deal di quindici anni. Bamberger morì nel 1926 a Salt Lake City. Venne sepolto nel locale B'nai Israel Cemetery.